# Fuente Luminosa (Barcelona, Venezuela)
La fuente luminosa de Barcelona conocida como la Fuente Luminosa, es un obelisco ubicado en el centro de la ciudad de Barcelona. Inaugurado en 1954, es una redoma que conecta 4 principales vías de la ciudad: las avenidas Pedro María Freites, 5 de Julio (Hoy Bulevar), J.H Paparoni (o Aeropuerto) y las calles Rolando, Nueva y Las Flores, durante las décadas de 1960, 1970, 1980 se destacó por el espectáculo de agua y lumínico que lo caracterizó en esos años, en 1990 fue declarado Monumento Estadal.
Con la conversión de la avenida 5 de Julio en bulevar, el caos vehicular se intensificó y en la actualidad, la fuente tarda de 10 a 15 minutos en recorrerse totalmente, las colas y la creciente población hacen de la fuente un problema para muchos, además la fuente está abandonada, presenta fallas en la pintura, basura y es cuna para muchos vagabundos. Actualmente está en reparaciones. 